# Anton Jäger
Anton Jäger (Brussel, 1994) is een Belgisch filosoof, politicoloog en publicist. Zijn werk handelt over ideeëngeschiedenis, meer bepaald de verhouding tussen kapitalisme en democratie.

## Biografie
Jäger is een zoon van choreografe Anne Teresa De Keersmaeker en Gerhard Jäger, de bezieler van kunsteducatieplatform Art Basics for Children.
Hij behaalde een bachelor 'Politics and Philosophy' in 2012 aan de Universiteit van Essex en een master 'Political Thought and Intellectual History' in 2015 aan de Universiteit van Cambridge. Hij doctoreerde in 2020 aan die laatste universiteit met een proefschrift getiteld Populism and the Democracy of Producers in the United States, 1877-1925, over de politieke filosofie van de Amerikaanse populistische beweging in de late 19e eeuw. Sindsdien is hij postdoctoraal onderzoeker aan het Hoger Instituut voor Wijsbegeerte van de KU Leuven.
Hij is de auteur van Kleine anti-geschiedenis van het populisme (2018), Onder populisten: Pamflet over een onbegrepen probleem (Paul Verbraekenlezing, 2022) en Welfare for Markets: A Global History of Basic Income (met Daniel Zamora Vargas, 2023).
Sinds 2022 is Jäger columnist voor De Morgen. Ook levert hij bijdragen aan onder andere Apache, De Standaard, De Groene Amsterdammer, Jacobin, Sidecar, De Witte Raaf en Lava.